# Javier Madrazo
Javier Madrazo Lavín (Riaño, 12 de agosto de 1960) es un político y profesor de filosofía español que fue coordinador general y presidente de Ezker Batua-Berdeak. Entre 2001 y 2009, ejerció como consejero de Vivienda y Asuntos Sociales del Gobierno Vasco.

## Biografía
Nació en la localidad cántabra de Riaño en 1960. Con un año se trasladó con su familia al barrio bilbaíno de Recalde, un barrio obrero surgido en esa década habitado principalmente por emigrantes llegados a la capital vizcaína para trabajar en la industria siderúrgica. En Recalde, donde Madrazo reside desde entonces, sus padres regentaron un bar. Cursó estudios de Ingeniería y Teología, pero se licenció en Filosofía, por la Universidad de Deusto. Ha sido profesor de Filosofía y Ética del Instituto de Secundaria Ignacio Ellacuría de Zurbaranbarri de Bilbao y actualmente lo es en el de Martín de Bertendona de la misma ciudad.
Está casado y tiene un hijo y una hija. Se confiesa cristiano de base y pacifista, y fue objetor de conciencia.

### Trayectoria política
En 1986 comenzó su militancia política en el Partido Comunista de Euskadi (PCE-EPK) y ese mismo año participó en la fundación de Ezker Batua e Izquierda Unida. Ocupó puestos de responsabilidad en las direcciones de ambas organizaciones. En la misma época formó parte del movimiento pacifista, interviniendo en la fundación, en 1986, de la Coordinadora Gesto por la Paz de Euskal Herria. En 1992 la abandonó para formar la Plataforma Cívica por la Paz Bakea Orain (Paz Ahora), de la que fue portavoz.
En octubre de 1994 fue candidato a lendakari por la coalición formada entre Ezker Batua y el partido ecologista Berdeak, ambos extraparlamentarios hasta entonces. Madrazo consiguió uno de los seis escaños conseguidos por esta candidatura electoral. En la legislatura 1994-1998, Madrazó formó parte de las comisiones de Instituciones e Interior; Urgencia Legislativa, Reglamento y Gobierno; y de Derechos Humanos y Solicitudes Ciudadanas. También fue el representante de su partido en las reuniones de la Mesa de Ajuria Enea.
En diciembre de 1995, en la IV Asamblea de Ezker Batua-Izquierda Unida (EB-IU) resultó elegido coordinador general, derrotando al hasta entonces coordinador general, Enrique González Álvarez, secretario general del PCE-EPK, al que dobló en apoyos. En septiembre de 1998, Madrazo impulsó la participación de Ezker Batua y Bakea Orain, junto con partidos y sindicatos nacionalistas vascos, en el Pacto de Estella.
En las inmediatas elecciones autonómicas, celebradas en octubre de 1998, Madrazo repitió como candidato a lendakari, cosechando unos malos resultados. Aunque conservó su escaño, su partido perdió cuatro de los seis escaños que tenía, por lo que presentó su dimisión, que no le fue aceptada. En diciembre de 1999, la V Asamblea de EB-IU reeligió a Madrazo como coordinador general, con un 55% de apoyo de la asamblea, superando a la candidatura auspiciada por el PCE-EPK, encabezada por Amaia Martínez.
Madrazo fue candidato a lendakari por tercera vez en las elecciones de mayo de 2001. Los resultados fueron mejores que en anteriores comicios, consiguiendo su formación tres escaños. Las elecciones dieron la victoria por mayoría simple a la coalición PNV-EA. EB-IU apoyó la investidura de Juan José Ibarretxe como lendakari y, tras varios meses de negociación, entró en el Gobierno Vasco en septiembre, tras la firma de un pacto de gobierno mediante el cual Madrazo fue nombrado consejero de Vivienda y Asuntos Sociales. La entrada de Ezker Batua en el Gobierno Vasco fue apoyada por el entonces coordinador general de Izquierda Unida, Gaspar Llamazares. En 2002, Madrazo abandonó su escaño para centrarse en su trabajo como consejero.
En julio de 2004 se celebró la VI Asamblea de EB-IU, resultado reelegido, con un resultado mejor que el cosechado en la anterior asamblea (62,82% de los votos), de nuevo con la oposición del PCE-EPK. Además de su reelección, la asamblea aprobó redefinir la relación con Izquierda Unida, de forma que la organización se convirtió en un partido soberano, asociado a Izquierda Unida y denominado Ezker Batua-Berdeak (EB-B). También se aprobó su propuesta sobre el futuro político del País Vasco, una propuesta federalista denominada Federalismo de Libre Adhesión.
Madrazo repitió como candidato en las elecciones de abril de 2005, revalidando su escaño y el gobierno de coalición con el PNV y EA, en el que Madrazó conservó la Consejería de Vivienda y Asuntos Sociales. En sus dos legislaturas como consejero se aprobaron las leyes de suelo y de servicios sociales, ley de parejas de hecho (ley pionera entre las comunidades autónomas al contemplar el derecho de adopción por parte de parejas del mismo sexo), ley de cooperación al desarrollo, ley del menor y ley de mediación familiar. Durante este periodo la Consejería de Vivienda y Asuntos Sociales bajo su dirección también puso en marcha los planes directores de inmigración, de voluntariado, de drogodependencia y de vivienda, y el plan estratégico de servicios sociales.
Fue reelegido coordinador general de EB-B en la VII Asamblea de esta formación, celebrada el 1 de junio de 2008, merced a un pacto con el PCE-EPK, que por primera vez le apoyaba. Obtuvo el 76,5% de los votos. Los críticos (la corriente Batzen, encabezada por Oskar Matute, y Espacio Plural Alternativo) se oponían a la continuidad en el Gobierno Vasco.
En las elecciones al Parlamento Vasco de 2009, fue candidato a lendakari por quinta vez y cabeza de lista por Vizcaya de Ezker Batua-Berdeak. Sin embargo, su partido sufrió una debacle, perdiendo casi la mitad de sus votos y dos de los tres diputados que tenía, sin que Madrazo lograra revalidar su acta de diputado. Ezker Batua salió del Gobierno Vasco, al constituirse un ejecutivo encabezado por Patxi López (PSE-EE) con el apoyo del Partido Popular. El 4 de marzo presentó su dimisión como coordinador de Ezker Batua, siendo sustituido por Mikel Arana, hasta entonces un partidario de Madrazo dentro del partido, y el 11 de mayo se incorporó a la plantilla del Instituto de Secundaria de Artabe-Txurdinaga, donde impartió clases de Filosofía, Sicología, Ética y Educación para la Ciudadanía.
El 24 de abril fue nombrado presidente de Ezker Batua por el consejo político de la formación; puesto voluntario, sin remuneración económica, compatible con su trabajo de profesor, de nueva creación y carácter honorífico y de representación. El 30 de mayo de 2010 anunció su renuncia a la presidencia, aduciendo cuestiones personales, y en julio de 2011 abandonó la militancia de Ezker Batua debido a las tensiones internas entre sus partidarios y los del entonces coordinador general Mikel Arana; reanudándola tras la VIII asamblea, celebrada en octubre de 2011, que provocó la salida de la formación del «sector aranista» para constituir Ezker Anitza.
En enero de 2012 apadrinó Izquierda Abierta, el nuevo partido político promovido por Gaspar Llamazares en el seno de Izquierda Unida, en un acto de presentación celebrado en Bilbao, y en septiembre fue elegido miembro de su Consejo Político. Fue miembro de la ejecutiva de Ezker Batua-Berdeak hasta 2014. Con su refundación en Ezkerra-Berdeak pasó a ser militante de base de esta formación y también comenzó a participar en el círculo de Recalde de Podemos.
En 2017 fue uno de los promotores de la nueva formación política Actúa, junto con Gaspar Llamazares, Baltasar Garzón, Cristina Almeida y Federico Mayor Zaragoza, entre otros. En 2020 firmó con Gemma Zabaleta y otros excargos públicos un artículo conjunto de apoyo a EH Bildu, formación en torno a la cual llamaban a aglutinar la izquierda vasca que aspirase a gobernar.